# Engelbert Nicolaas de Brauw
Jhr. Engelbert Nicolaas de Brauw (Den Haag, 27 augustus 1849 - Baarn, 15 november 1919) was een Nederlands advocaat. Hij was onder andere rijksadvocaat en stond aan de wieg van het kantoor De Brauw Blackstone Westbroek.
De Brauw was een telg uit het adellijke geslacht De Brauw, dat verschillende prominente juristen voorbracht. Zijn vader jhr. mr. Willem Maurits de Brauw was een conservatief Tweede Kamerlid en rechter bij de Rechtbank Den Haag; zijn oudere broer Willem Maurits was  minister van Koloniën en commissaris der Koningin in Zeeland. Engelbert studeerde rechten aan de Universiteit Utrecht en promoveerde daar uiteindelijk magna cum laude. Op 16 juni 1871 werd hij beëdigd tot advocaat en begon hij zijn eigen praktijk. Hij trad veelvuldig op namens (de voorloper van) de Nederlandse Spoorwegen en was dan ook een deskundige op het gebied van het spoorwegrecht; hij schreef later ook de spoorwegwet van de Oranje Vrijstaat. In 1877 werd hij benoemd tot rechter-plaatsvervanger bij de Rechtbank Den Haag en in 1888 tot rijksadvocaat - de huisadvocaat van de Belastingdienst, niet te verwarren met de landsadvocaat. Bovendien werd hij in 1891 ook rechtsgeleerd adviseur van het Huis van H.M. de Koningin en lid van het "College van Regenten" dat de minderjarige koningin Wilhelmina bijstond.
De praktijk van De Brauw, vanaf 1909 gevoerd samen met zijn zoons Willem Maurits en Albert Karel Cornelis, zou later uitgroeien tot het kantoor De Brauw Blackstone Westbroek, het grootste advocatenkantoor van Nederland. Willem Maurits de Brauw zou in 1919 zijn vader opvolgen als rijksadvocaat en vervolgens ook als rechtsgeleerd adviseur van het Koninklijk Huis; hij werd op zijn beurt opgevolgd als rechtsgeleerd adviseur door zijn zoon Jacob Hendrik de Brauw.
E.N. de Brauw was naast zijn eigen praktijk als advocaat actief in het organiseren van de Nederlandse advocatuur: in 1914 werd hij deken van de Haagse advocaten (en daarmee feitelijk de nestor van de Nederlandse advocatuur) en in 1915 werd hij de eerste voorzitter van de Nederlandsche Advocaten-Vereniging. De Brauw was daarnaast in 1912-1913 voorzitter van de Nederlandse Juristen-Vereniging, een functie die zijn zoon én kleinzoon later ook zouden bekleden.
Op 70-jarige leeftijd overleed De Brauw en werd begraven op de algemene begraafplaats aan de Berkenweg in Baarn.